# L'Escadron noir
Pour plus de détails, voir Fiche technique et Distribution.
L'Escadron noir (Dark Command) est un film américain réalisé par Raoul Walsh, sorti en 1940.

## Synopsis
Dans la ville de Lawrence au Kansas, William Cantrell, un instituteur ambitieux, perd l'élection au poste de shérif au profit de Bob Seton, un cowboy texan illettré, qui est aussi son rival dans le cœur de Mary, la fille d'Angus McCloud, le propriétaire de la banque locale. Il décide de se lancer dans la contrebande d'armes et d'esclaves vers les états voisins. Lorsque Fletch, le frère de Mary, est arrêté pour avoir tué accidentellement un homme, Bob met son devoir en avant et refuse de le laisser partir. Réalisant qu'il pourrait peut-être ainsi gagner l'amour de Mary, Will défend Bob lors du procès, tout en terrorisant les jurés pendant la nuit avec ses hommes. Fletch est acquitté et relâché.
Lorsque la guerre de Sécession éclate, Will et sa bande pillent les villes voisines déguisés en soldats confédérés. Will devient alors de plus en plus riche et puissant. Après la mort de son père, Mary accepte d'épouser Will, qu'elle croit un partisan du Sud. Bientôt toute la ville, sauf Mary, a deviné qui est réellement Will. Lorsqu'une foule cherche à jeter Mary hors de la ville à cause des agissements de son mari, Bob vient à sa rescousse. Il la supplie de quitter Will mais elle ne veut toujours pas croire à la vraie nature de Cantrell. En arrivant au camp de son mari avec Bob, elle réalise finalement que ces faux soldats sont en fait des hors-la-loi. Lorsqu'elle apprend que Will a ordonné l'exécution de Bob, elle réalise qu'il faut le sauver. Après avoir découvert que Lawrence sera la prochaine cible de la bande, Fletch aide Bob à s'échapper et ils galopent jusqu'à la ville pour les prévenir. Pendant l'attaque, Will sera tué par Bob.

## Fiche technique
- Titre original : Dark Command
- Titre français : L'Escadron noir
- Réalisation : Raoul Walsh, assisté de Joseph Kane et Yakima Canutt (tous les deux non crédité)
- Scénario : F. Hugh Herbert, Lionel Houser, Grover Jones d'après un roman The Dark Command: A Kansas Iliad de W. R. Burnett adapté par Jan Fortune
- Direction artistique : John Victor MacKay
- Costumes : Adele Palmer
- Photographie : Jack A. Marta
- Montage : William Morgan
- Musique : Victor Young
- Production associée : Sol C. Siegel
- Société de production : Republic Pictures
- Société de distribution :  Republic Pictures ;  Gaumont Distribution En 1949 L.D.CINELDE LES FILMS FERNAND RIVERS.
- Pays de production : États-Unis
- Format : Noir et blanc — 35 mm — 1,37:1- Son Mono (RCA "High Fidelity" Recording)
- Genre : Western
- Durée : 92 minutes
- Dates de sortie : 
  - États-Unis : 4 avril 1940 (première à Lawrence (Kansas))
  - France : 27 juillet 1949
- Version Française : Société Parisienne de Sonorisation
- Adaptation : Paule Gaudiot et Gerard Le Moro
- Studio : Emac
- Affiche : Jacques Bonneaud (France)

## Distribution
- John Wayne  (V.F : Raymond Loyer) : Bob Seton
- Claire Trevor  (V.F : Marianne Georges) : Mary Mc Cloud
- Walter Pidgeon (V.F : Jean Martinelli) : William Cantrell
- Roy Rogers  (V.F : Serge Lhorca) : Fletcher Mc Cloud
- George "Gabby" Hayes (V.F : Paul Ville) : Andrew "Doc" Grunch
- Porter Hall  (V.F : Christian Argentin) : Angus Mc Cloud
- Marjorie Main (V.F : Maria Ventura) : Mme Cantrell, la mère de William
- Raymond Walburn (V.F : Raymond Rognoni) : Juge Buckner
- Joe Sawyer  (V.F : Jean Brunel) : Bushropp
- Helen MacKellar : Mme Hale
- J. Farrell MacDonald : Dave
- Trevor Bardette (V.F : Claude Peran) : M. Hale

Acteurs non crédités
- Ed Brady : un juré
- Frank Hagney : le deuxième yankee coriace
- Tom London : un messager
- Clinton Rosemond : Tom
- Harry Woods : l'homme se bagarrant avec Seton